# Vienna (Georgia)
Vienna (vaɪˈɛnə) ist eine Stadt im US-Bundesstaat Georgia. Sie befindet sich im Dooly County und ist dessen County Seat. Im Jahr 2000 hatte sie 2867 Einwohner.

## Geographie

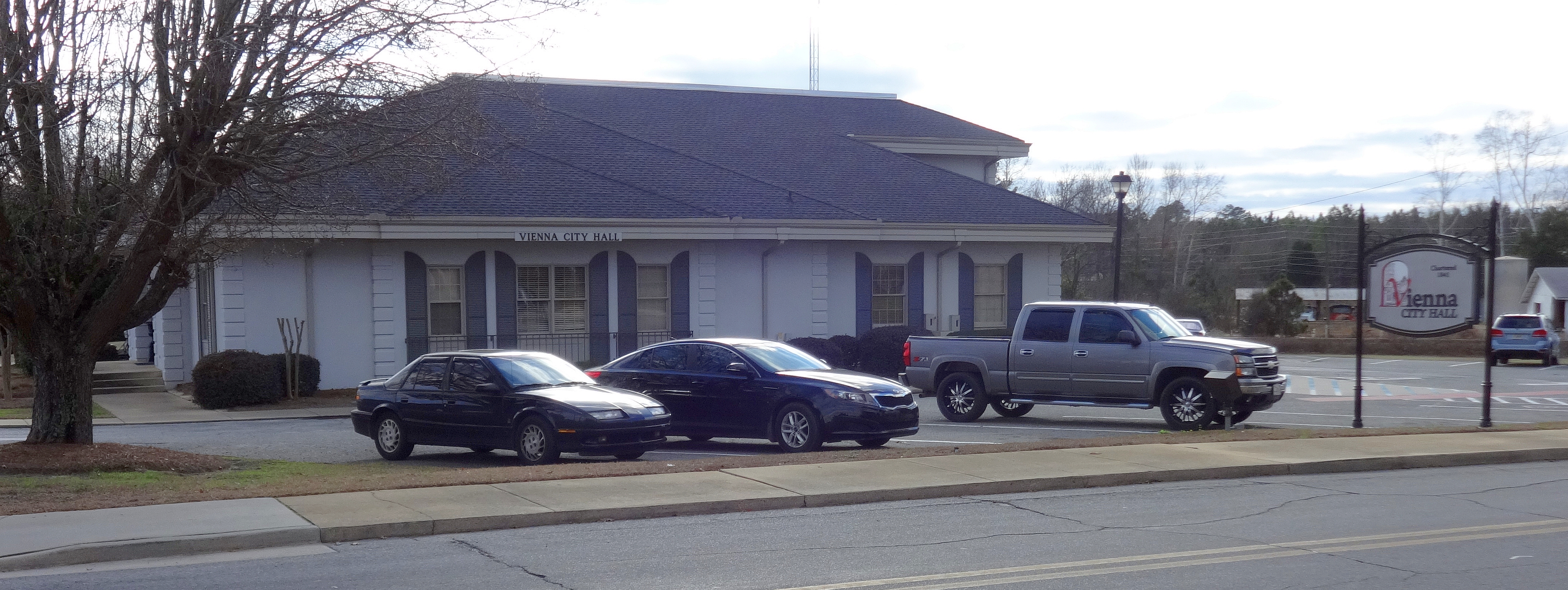
Vienna City Hall

Vienna liegt im Süden von Dooly Count. Die Nachbarorte sind Lily, Pinehurst und Rochelle. Die nächste größere Stadt, Albany, befindet sich etwa 70 Kilometer südwestlich, die Hauptstadt Georgias, Atlanta, etwa 197 Kilometer nördlich.
Das United States Census Bureau gibt die Gesamtfläche Stadt mit 13,6 km² an, wovon nur 0,19 % auf Gewässer entfallen.

## Geschichte
Der erste überlieferte Name der Stadt, noch vor der Inkorporation am 8. Februar 1854, war Barrien. 1840 wurde sie in Centerville umbenannt. Am 8. Februar 1841 entschied die Countyverwaltung, die Stadt nach der österreichischen Hauptstadt Wien (englisch Vienna) zu benennen. Das in den Jahren 1890 bis 1892 errichtete Gerichtsgebäude und das Stovall-George-Woodward-House sind im National Register of Historic Places verzeichnet.

## Demographie
Zum Zeitpunkt des United States Census 2000 lebten in Vienna 2973 Personen. Die Bevölkerungsdichte betrug 218,6 Personen pro km². Es gab 1180 Wohneinheiten, durchschnittlich 86,8 pro km². Die Bevölkerung Viennas bestand hinsichtlich der „Rasse“ (englisch race) zu 27,68 % aus Weißen, 66,87 % Schwarzen oder Afroamerikanern, 0,2 % amerikanischen Ureinwohnern, 0,4 % Asiaten und 0,44 % Nachkommen von Ethnien der pacifischen Inseln. 3,77 % gaben an, anderen „Rassen“ anzugehören und 0,64 % nannten zwei oder mehr Rassen. 5,58 % der Bevölkerung erklärten, Hispanos oder Latinos jeglicher Rasse zu sein.
Die Bewohner Viennas verteilten sich auf 1068 Haushalte, von denen in 36,4 % Kinder unter 18 Jahren lebten. 36,8 % der Haushalte stellten Verheiratete, 28,7 % hatten einen weiblichen Haushaltsvorstand ohne Ehemann und 28,7 % bildeten keine Familien. 25,2 % der Haushalte bestanden aus Einzelpersonen und in 11,0 % aller Haushalte lebte jemand im Alter von 65 Jahren oder mehr alleine. Die durchschnittliche Haushaltsgröße betrug 2,75 und die durchschnittliche Familiengröße 3,27 Personen.
Die Bevölkerung verteilte sich auf 30,8 % Minderjährige, 12,3 % 18–24-Jährige, 26,1 % 25–44-Jährige, 20,5 % 45–64-Jährige und 10,3 % im Alter von 65 Jahren oder mehr. Das Durchschnittsalter betrug 30 Jahre. Auf 100 Frauen entfielen 85,2 Männer. Bei den über 18-Jährigen entfielen auf 100 Frauen 80,2 Männer.
Das mittlere Haushaltseinkommen in Vienna betrug 24.276 US-Dollar und das mittlere Familieneinkommen erreichte die Höhe von 30.574 US-Dollar. Das Durchschnittseinkommen der Männer betrug 24.063 US-Dollar, gegenüber 17.664 US-Dollar bei den Frauen. Das Pro-Kopf-Einkommen belief sich auf 12.419 US-Dollar. 29,0 % der Bevölkerung und 24,5 % der Familien hatten ein Einkommen unterhalb der Armutsgrenze, davon waren 34,1 % der Minderjährigen und 31,2 % der Altersgruppe 65 Jahre und mehr betroffen.
Im Jahr 2006 betrug das durchschnittliche jährliche Einkommen pro Haushalt 24.700 Dollar, lag also weit unter dem Durchschnitt von Georgia (46.832 Dollar). Auch der Anteil von 29 % der Gesamtbevölkerung, die ein Einkommen unterhalb der Armutsgrenze haben, ist wesentlich höher als im Durchschnitt Georgias.

## Bildung
Vienna verfügt über eine öffentliche High School, die Dooly County High School. Weiters befindet sich in der Stadt eine private High School, die Faith Christian School, und eine öffentliche Bibliothek. Das Georgia State Cotton Museum dokumentiert die Geschichte der Baumwollherstellung in Georgia.

## Tourismus

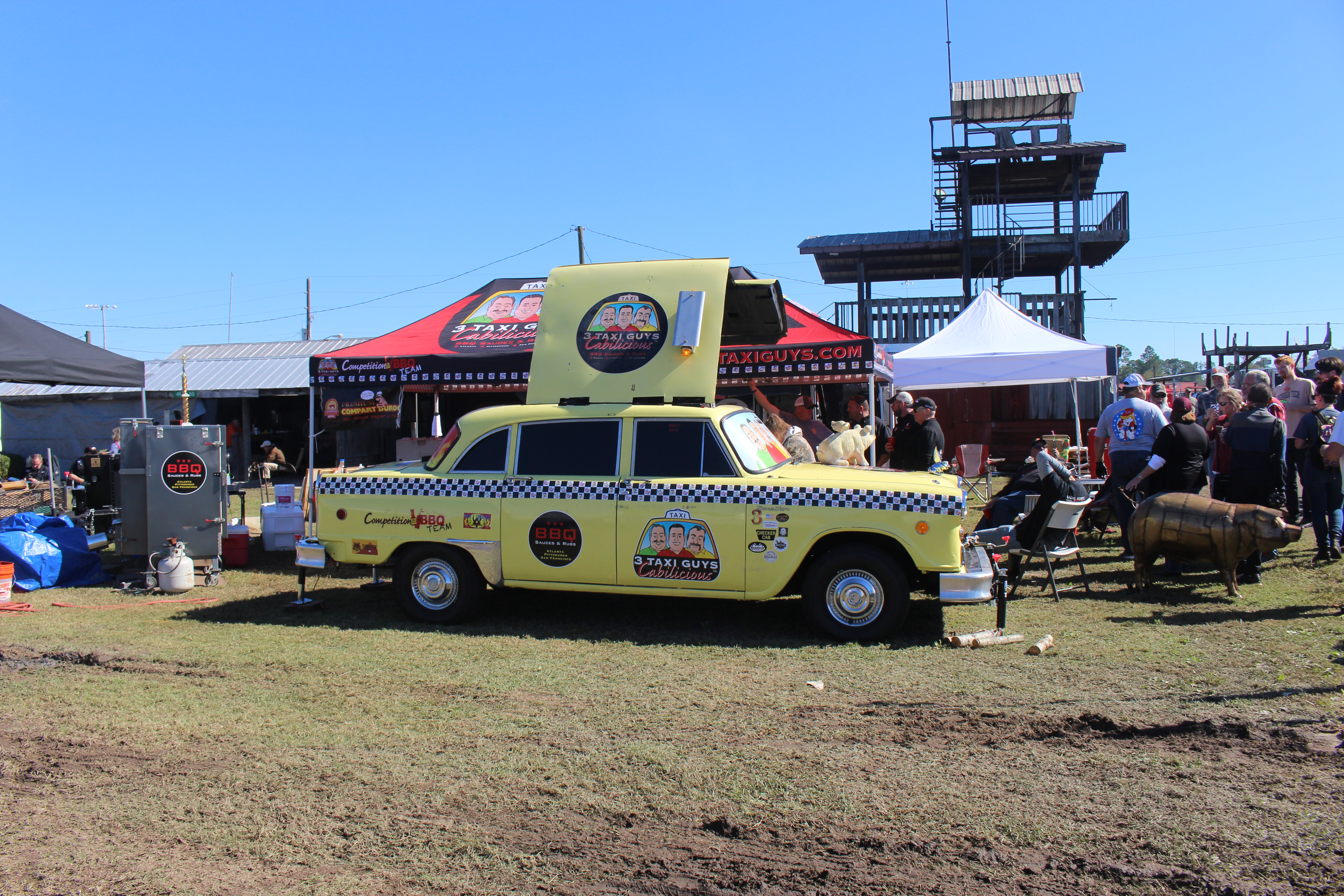
Big Pig Jig (2018)

Die Hauptattraktion der Stadt ist der jährliche Big Pig Jig, Georgias größter und bekanntester Barbecue-Wettbewerb.

## Söhne und Töchter der Stadt
- Vincent Sherman (1906–2006), Filmregisseur
- George Busbee (1927–2004), Politiker und Gouverneur von Georgia
- Roger Kingdom (* 1962), Leichtathlet und zweifacher Olympiasieger